# Alexandre Gaulthier de Rigny
Pour les articles homonymes, voir Gaulthier et Rigny (homonymie).
Alexandre Gaulthier, vicomte de Rigny (1790-1873) était un général français, fils d’un ancien officier de cavalerie et d’une sœur de l’abbé Louis, et frère de l’amiral de Rigny.

## Carrière sous l’Empire
Il fit ses études à Bruxelles et fut envoyé à l’école militaire de Fontainebleau. Il fut nommé sous-lieutenant au 26e régiment d'infanterie légère le 16 janvier 1807. Le 10 juin, il fut blessé à l’attaque d’une redoute enlevée par son bataillon à des grenadiers russes ; il fit en 1807, 1808 et 1809, les campagnes de Prusse, d’Autriche et de Pologne. Il fut cité avec éloge au célèbre et meurtrier combat d’Ebersberg. À Essling, son régiment placé à l’avant-garde, lutta contre des masses autrichiennes ; blessé, il ne voulut pas quitter le champ de bataille ; le lendemain, il fut de nouveau blessé et mis hors de combat. Sa belle conduite lui valut le grade de lieutenant à l’âge de 19 ans. À Wagram, le jeune lieutenant commanda la compagnie en l’absence de son capitaine, qui venait d’être tué et se fit remarquer par son courage ; mais cinq jours après il fut atteint d’une balle à l’épaule et fut transporté à Vienne où le général Suchet commandant l’armée d’Aragon en fit son aide-de-camp.
Alexandre Gaultier de Rigny gagna au combat de Margaleff et à l’assaut de Lérida les épaulettes de capitaine. Il assista aux sièges de Mequinenza, de Tortose, de Tarragone, de Sagonte et de Valence ; il se fit surtout remarquer sous les murs de Tarragone où il mérita d’être cité avec éloge par le maréchal Suchet pour sa bravoure ; on le récompensa par le grade de chef d'escadron, et plus tard, en 1813, il fut envoyé en mission en Saxe près de l’Empereur. Il était attaché à l’état-major du prince de Neufchâtel lorsque après la bataille de Leipzig, il reçut une grave blessure à la tête et fut fait prisonnier (jusqu’en 1814). Nommé lieutenant-colonel à son retour, il ne prit aucune part aux événements des Cent-Jours.

## Carrière sous la Restauration
Nommé colonel en 1818, il prit en 1821 le commandement du 2e régiment de hussards. En 1823, il eut un commandement dans l’armée d’Espagne et s’y distingua par son courage et par son humanité.

## Carrière sous la Monarchie de Juillet
Deux fois après 1830, les troupes françaises sont entrées en Belgique et deux fois M. de Rigny a fait partie de l’expédition avec le grade de maréchal de camp, auquel il avait été promu le 22 octobre 1830 par ancienneté. Il reçut en outre le commandement militaire du département du Nord.
En 1833, sur ordre du maréchal Soult, ministre de la guerre, il est chargé de rétablir l'ordre dans les mines d'Anzin lors de l'émeute des quatre sous.
En 1836, il reçut ordre de se rendre à Alger contre le souhait du maréchal Clauzel qui désirait confier au général Subervic le commandement que le ministre donnait à Alexandre Gaulthier de Rigny. Il arriva à Alger le 20 octobre et de là se rendit à Bône où se trouvait l’avant-garde.
Le 8 novembre, la brigade d’avant-garde commandée par Alexandre Gaulthier de Rigny reçut ordre d’aller prendre position à Ghelma ; cette brigade, composée au départ de 2 970 hommes, se trouva réduite à 1 800 devant Constantine parce que le maréchal garda près de lui les troupes du Bey et deux compagnies du génie. La colonne dut faire retraite à cause d’un mauvais ravitaillement. Il prit alors le commandement de l’arrière-garde qui eut beaucoup à souffrir de la poursuite de l’ennemi bien qu'il fit plusieurs fois prier le maréchal de ralentir la marche du corps principal, pour la sûreté des troupes qu’il commandait, et fut suspendu le 26 novembre et mis aux arrêts pour les termes vifs employés dans cette demande. Le lendemain matin, la sanction fut levée. Le 29, parut un nouvel ordre du jour offensant pour le général de Rigny qui s’empressa de s’en plaindre au ministre de la guerre en le priant de faire examiner sa conduite par un conseil de guerre. Cette lettre ne parvint pas au ministre. Le général ayant reçu l’ordre de revenir en France, il demanda de nouveau une instruction qui fut ordonnée ; et après six mois, il parut devant un conseil de guerre, accusé de trahison, en proférant en présence de l’ennemi des cris ou clameurs tendant à jeter le trouble et le désordre dans l’armée d’Afrique lors de l’expédition de Constantine. Alexandre Gaultier fut acquitté à l’unanimité.
On lui confia le commandement de l’Indre (Châteauroux), qu’il quitta avec la Révolution française de 1848.
Le 9 juillet 1850, Alexandre Gaultier de Rigny fut nommé par décision du Président de la République au commandement de la 2e subdivision de la 15e division militaire (chef-lieu Brest).